# Rathaus Châtillon-la-Borde

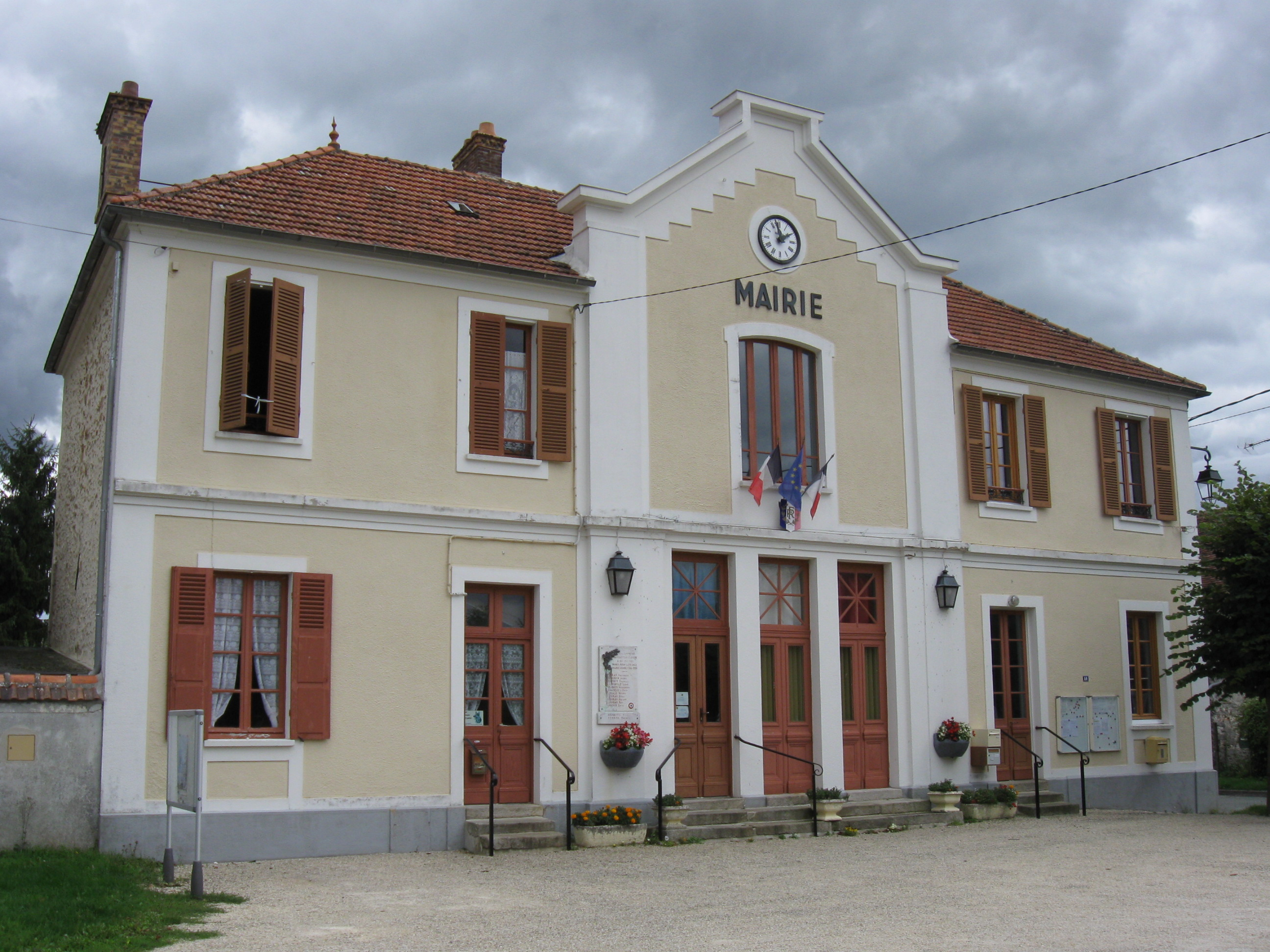
Rathaus in Châtillon-la-Borde

Das Rathaus (französisch Mairie) in Châtillon-la-Borde, einer französischen Gemeinde im Département Seine-et-Marne in der Region Île-de-France, wurde Ende des 19. Jahrhunderts errichtet. Das Rathaus an der Grande Rue Nr. 14 diente anfänglich auch als Schulhaus.
Der zweigeschossige Bau aus Haustein besitzt einen nur leicht vorstehenden Mittelrisaliten, in dem sich drei Eingangstüren und darüber ein großes Fenster befinden. Abgeschlossen wird der Risalit mit einem prächtigen Giebel, in dem eine Uhr angebracht ist.